# Haus Heck (Essen-Vogelheim)
Haus Heck ist eine abgegangene, mittelalterliche Wasserburg im heutigen Essener Stadtteil Vogelheim. Sie befand sich an der Bottroper Straße. Der Name der Burg leitet sich von heck für Dorngebüsch oder Unterholz ab.

## Geschichte
Haus Heck lag an der Berne in ihrem ursprünglichen Verlauf. Erst später (1907) wurde die Berne in das Bachbett des Borbecker Mühlenbachs umgeleitet, so dass sie an dem benachbarten, ebenfalls untergegangenen Haus Horl vorbeifloss. Erstmals urkundlich erwähnt wird Haus Heck um 1300. Die Honigmann´sche Karte von 1804/1806 zeigt eine Anlage mit drei Gebäuden und einem Wassergraben. Zwischenzeitlicher Besitzer war Freiherr von Schell (Vittinghoff gt. Schell), Besitzer des Erb-Oberstrickeramtes und Züchter von Wildpferden. 1886 fiel die gesamte Anlage einem Feuer zum Opfer. Oberirdisch ist heute von Haus Heck nichts mehr erhalten. Auf dem Gelände befinden sich einige Werkshallen einer Aluminiumhütte.
Das Gelände ist nicht öffentlich zugänglich.